# Chiostro degli Aranci

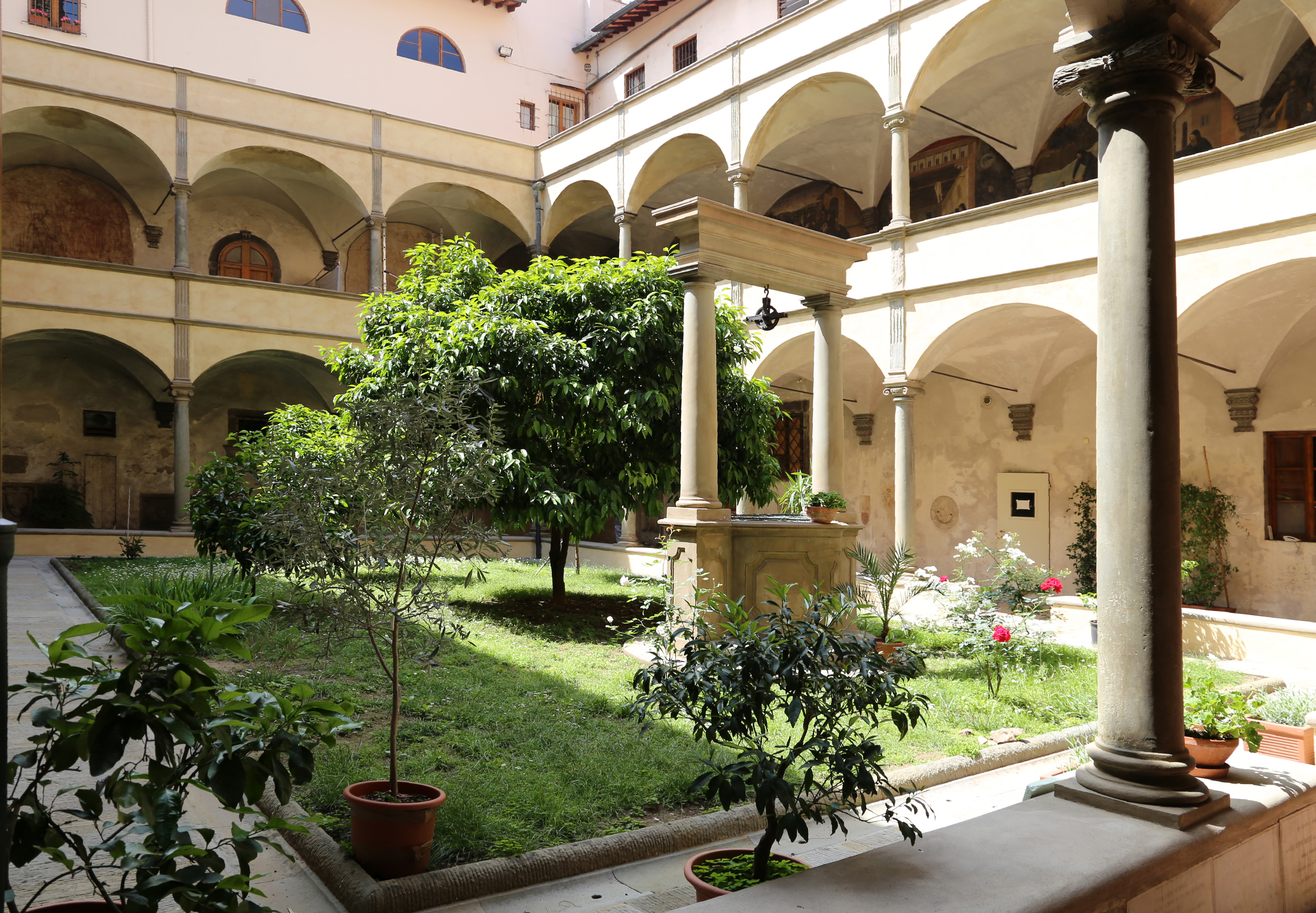
Vue du jardin depuis la galerie supérieure.

Le Chiostro degli Aranci (littéralement  le Cloître des orangers) est le cloître de la Badia Fiorentina de Florence.

## Histoire
Construit entre 1432 et 1438 par Bernardo Rossellino, le cloître s'élève sur deux niveaux. 

## Décoration
La galerie supérieure a été ornée d'un cycle de onze fresques sur la légende de saint Benoît, inspirées du récit de sa vie par Grégoire le Grand. Elles ont été peintes entre 1436 et 1439 par le peintre portugais João Gonçalves, mieux connu sous son nom italianisé, Giovanni Consalvo (avant qu'on ait identifié l'auteur des fresques, on parlait du Maestro del Chiostro degli Aranci (le Maître du Cloître des orangers), à un moment où l'abbé qui dirigeait la Badia Fiorentina était lui-même originaire de Lisbonne. Une de ces fresques fut endommagée (peut-être par des partisans de Savonarole). En 1525, le jeune Agnolo Bronzino la remplaça donc par  un Saint Benoît pénitent en extase (San Benedetto fra i rovi e in estasi) qui fut transposé sur toile au XIXe siècle. 

Détails des décorations à fresque de la galerie supérieure du cloître.
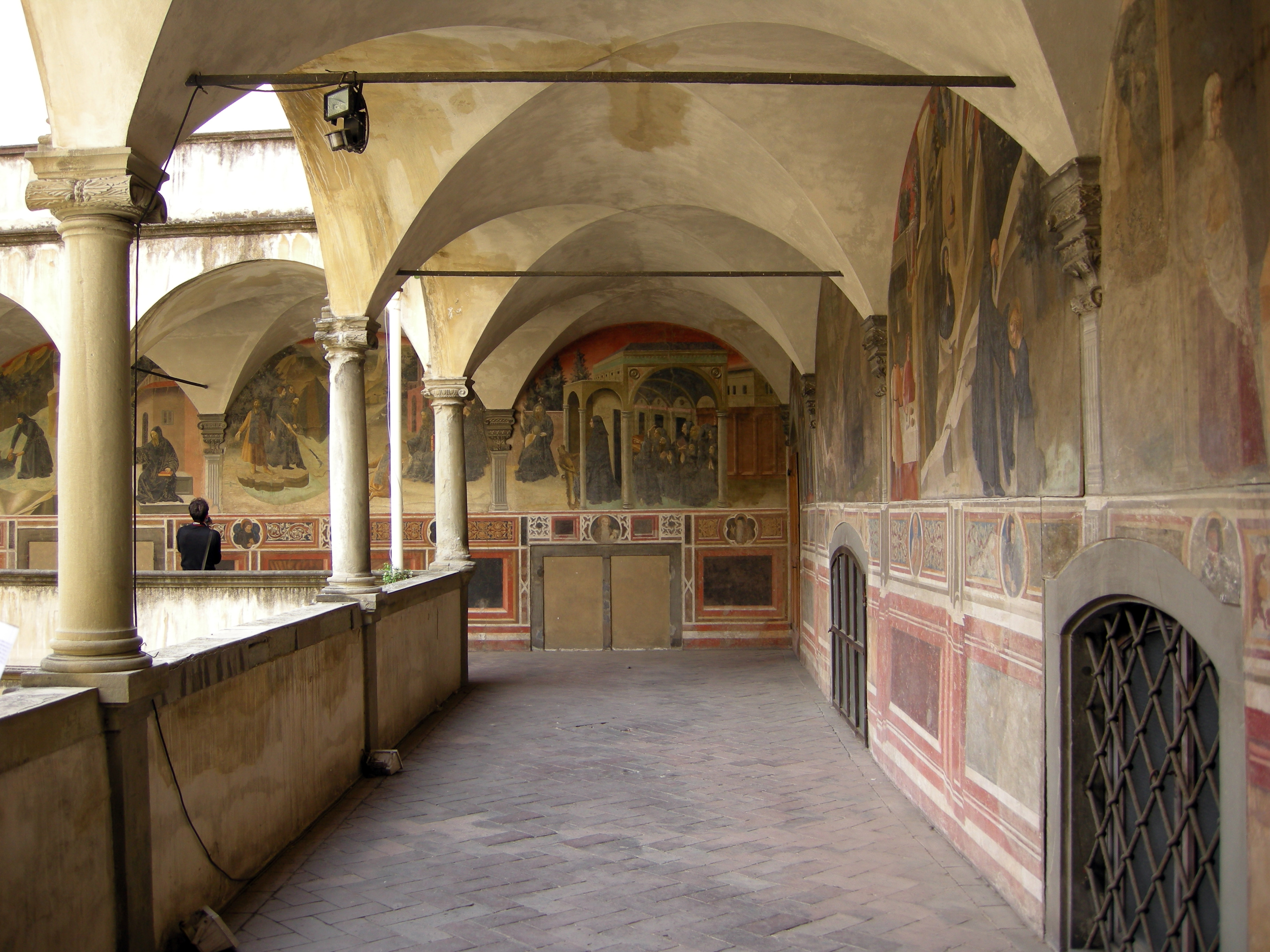
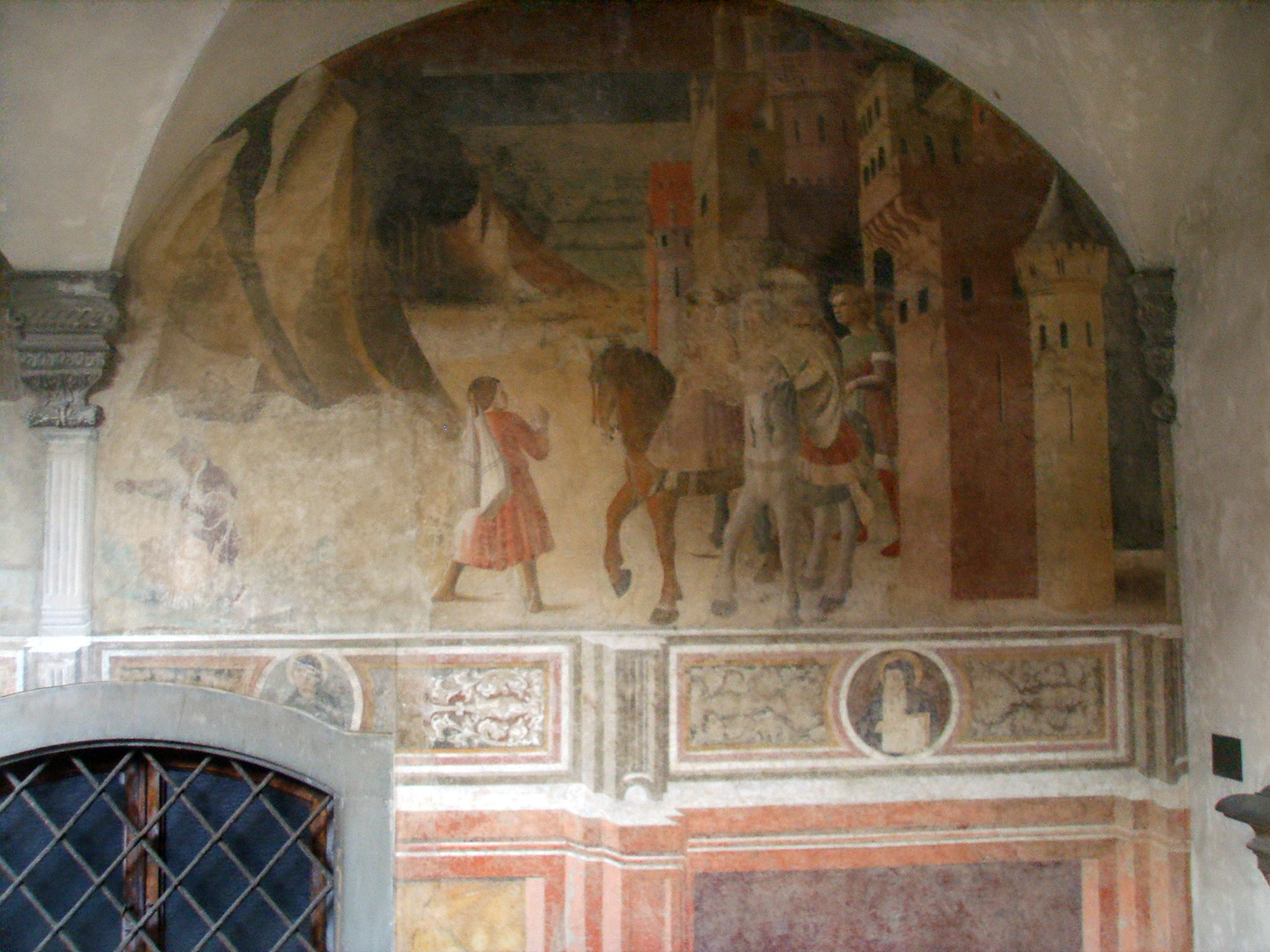
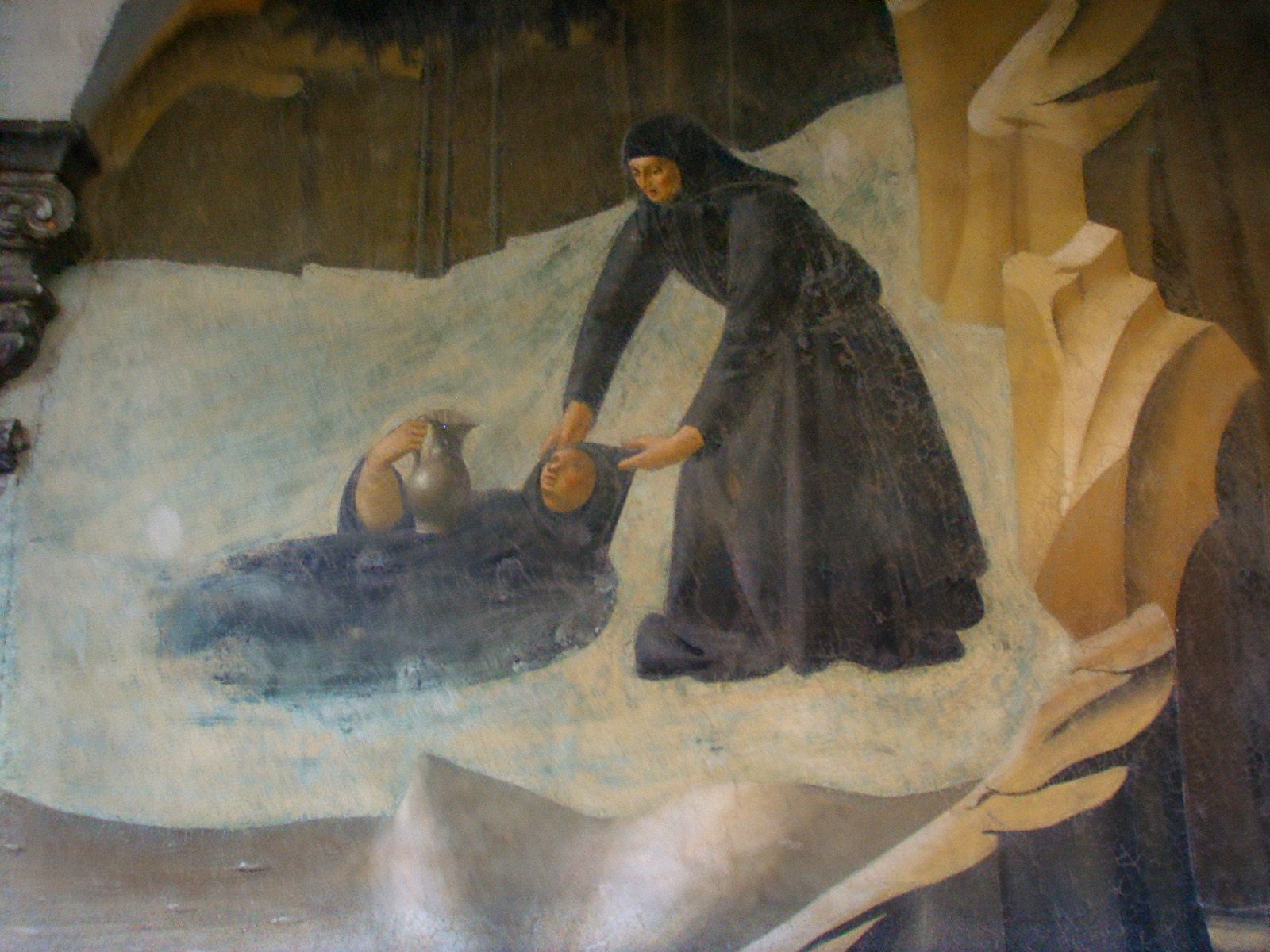
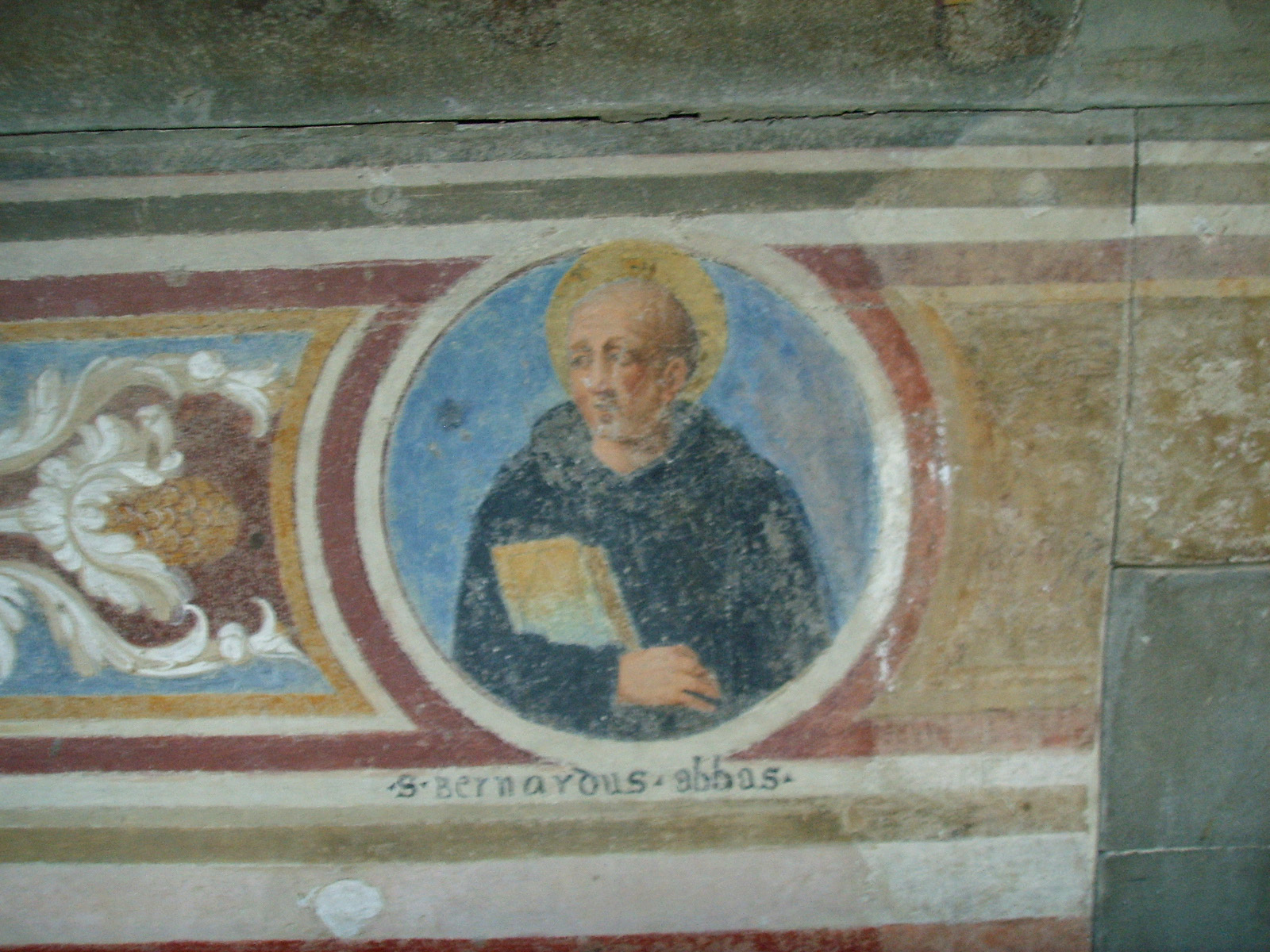

Le cloître fut restauré en 1921 par l'architecte Giuseppe Castellucci.